# محموله گرانبها (فیلم)
محموله گرانبها (به انگلیسی: Precious Cargo) یک فیلم کانادایی محصول سال ۲۰۱۶ در ژانر اکشن، جنایی و درام است که مکس آدامز، آن را کارگردانی کرده و مکس آدامز و پاول سیتاچیت فیلمنامه آن را نوشته‌اند. بروس ویلیس، مارک پل گوسالر، کلر فورلانی و دنیل برنهارت در این فیلم بازی کرده‌اند.

این فیلم در میسیسیپی آمریکا فیلمبرداری شده است.

## خلاصه داستان
رئیس یک باند جرم و جنایت سعی می‌کند تا دارایی‌هایی که متعلق به یک دزد دیگر می‌باشد را غارت کند...

## بازیگران
- مارک پل گوسالر در نقش جک
- بروس ویلیس در نقش ادی
- کلر فورلانی در نقش کارن
- جان برادرتون در نقش نیکولاس
- لیدیا هال در نقش جینا
- دنیل برنهارت در نقش سایمون
- اشلی کریک در نقش زوئی
- تایلر جان اولسون در نقش لوکاس
- جینا کلی در نقش لوگان
- کریستوفر راب بوون در نقش گلن
- سامی باربر در نقش آپسارا
- ژان کلود لایر در نقش گوستاوو
- نیکلاس ام.لوئب در نقش اندرو هرزبرگ